# Upplands runinskrifter 961
Vaksalastenen, Upplands runinskrifter 961, är en runsten från 1000-talet i Vaksala socken och Uppsala kommun. Den har tidigare funnits i en mur vid Vaksala kyrka i östra Uppsala. Runstenen är idag rest väl synligt på den sydöstra vägkanten av Länsvägen 288 i närheten av Vaksala kyrka i nordöstra Uppsala och Uppsala kommun i Uppland.

## Stenen
Runstenen är av gråsten. Den är 1,9 meter hög samt 2,25 meter bred. Stenen flyttades på 1860-talet från kyrkogårdsmuren vid Vaksala kyrka till sin nuvarande plats utmed vägkanten.
Textens "Igulfast" har på uppdrag av den dödes änka och dotter låtit utföra minnesvården. Den framstående runristaren Öpir, som verkade under 1000-talets senare del, ristade runorna. Öpir har sammanlagt signerat 45 runstenar i Uppland, men ristat många fler.

## Inskriften
Runskrift (yngre futhark):
ᚼᚢᛚ‍ᛅ᛫ᛚᛁᛏ᛫ᚱᛅᛁᛋᛅ᛫ᛋᛏᛅᛁᚾ᛫ᚦᛁᚾᛅ᛫ᛅᛏ ᚴᛁᛏᛁᛚᛒᛁᛅᚱᚾ᛫ᚠᛅᚦᚢᚱ᛫ᛋᛁᚾ᛫
ᛅᚢᚴ᛫ᚱᚢᚾᚠᚱᛁᚦ᛫ᛅᛏ᛫ᛒᚮᚾᛏᛅ᛫ᛅᚢᚴ᛫ᛁᚼᚢᛚᚠᛅᛋᛏᚱ᛫ᚱᛁᚦ᛫ᛁᚾ᛫ᚢᛒᛁᛦ
Translitterering av runraden:
h(u)(l)-a + lit + raisa stain + þina at kitilbiarn ' faþur ' sin + auk runfriþ ' at ' bonta ' auk ihulfastr ' riþ ' in ' ubiʀ
Normalisering till runsvenska:
Hyl[i]a(?) let ræisa stæin þenna at Kætilbiorn, faður sinn, ok Runfriðr at bonda, ok Igulfastr reð, en Øpiʀ.
Översättning till nusvenska:
Hylia lät resa denna sten efter Kättilbjörn sin fader, och Runfrid efter sin man, och Igulfast ombesörjde, men Öpir (ristade).